# Nya Åland
Nya Åland és un diari en suec de les Illes Åland, una regió autònoma de Finlàndia. Es publica cinc cops a la setmana, i és el segon diari més important a Åland, després d'Ålandstidningen.

Nya Åland fou fundat el 1981 després que Hasse Svensson, aleshores editor en cap d‘ Ålandstidningen, deixà el diari després d'una disputa interna.